# ŽOK Split 1700
Maillots
ŽOK Split 1700 est un club croate de volley-ball fondé en 1979 et basé à Split, évoluant pour la saison 2011-2012 en 1. A liga.

## Palmarès
- Championnat de Croatie
  - Finaliste : 2010.

## Effectifs

### Saison 2012-2013
Entraîneur : Ivica Jelić  Croatie